# Descărcarea de sarcină arheologică
Descărcarea de sarcină arheologică reprezintă o procedură tehnico-administrativă menită să confirme că un teren în care anterior începerii procedurii a fost evidențiat un patrimoniu arheologic poate fi restituit activităților umane curente. Procedura se finalizează prin încheierea lucrărilor de cercetări arheologice sau a distrugerii acestuia. Descărcarea de sarcină arheologică este obligatorie în cazul construcțiilor pentru care se solicită autorizație de construire și este impusă legal de către autorități prin certificatul de urbanism emis pentru noua construcție.